# Tram Kak
Tram Kak es uno de los diez distritos que forman la provincia camboyana de Takéo, con una población estimada en marzo de 2008 de 152 170 habitantes. Está dividido en las siguientes  comunas (khum), que se muestran asimismo con población estimada de 2008:
- Angk Ta Saom 14,193
- Cheang Tong 10,121
- Kus 13,022
- Leay Bour 19,595
- Nhaeng Nhang 5,631
- Otdam Souriya 9,263
- Ou Saray 11,993
- Popel 7,686
- Samraong 5,828
- Srae Ronoung 7,505
- Ta Phem 13,535
- Tram Kak 11,315
- Trapeang Kranhung 6,985
- Trapeang Thum Khang Cheung 7,454
- Trapeang Thum Khang Tboung 8,044[1]